# Heteromeringia
Heteromeringia är ett släkte av tvåvingar. Heteromeringia ingår i familjen träflugor.

## Dottertaxa tillHeteromeringia, i alfabetisk ordning[1][2]
- Heteromeringia aethiopica
- Heteromeringia apholis
- Heteromeringia aphotisma
- Heteromeringia apicalis
- Heteromeringia atypica
- Heteromeringia australiae
- Heteromeringia cornuta
- Heteromeringia crenulata
- Heteromeringia czernyi
- Heteromeringia decora
- Heteromeringia didyma
- Heteromeringia dimidiata
- Heteromeringia flavifrons
- Heteromeringia flavipes
- Heteromeringia flaviventris
- Heteromeringia fucata
- Heteromeringia fumipennis
- Heteromeringia gressitti
- Heteromeringia hardyi
- Heteromeringia helicina
- Heteromeringia hypoleuca
- Heteromeringia imitans
- Heteromeringia kondoi
- Heteromeringia lateralis
- Heteromeringia laticornis
- Heteromeringia leucosticta
- Heteromeringia luzonica
- Heteromeringia lyneborgi
- Heteromeringia malaisei
- Heteromeringia malayensis
- Heteromeringia mediana
- Heteromeringia melaena
- Heteromeringia melasoma
- Heteromeringia mirabilis
- Heteromeringia nanella
- Heteromeringia nervosa
- Heteromeringia nigricans
- Heteromeringia nigriceps
- Heteromeringia nigrifrons
- Heteromeringia nigrimana
- Heteromeringia nigripes
- Heteromeringia nigrotibialis
- Heteromeringia nitida
- Heteromeringia nitobei
- Heteromeringia norrisi
- Heteromeringia novaguinensis
- Heteromeringia opisthochracea
- Heteromeringia papuensis
- Heteromeringia polynesiensis
- Heteromeringia pristilepsis
- Heteromeringia pulla
- Heteromeringia quadriseta
- Heteromeringia quadrispinosa
- Heteromeringia rufithorax
- Heteromeringia sexramifera
- Heteromeringia spinulosa
- Heteromeringia stenygralis
- Heteromeringia steyskali
- Heteromeringia stictica
- Heteromeringia strandtmannorum
- Heteromeringia supernigra
- Heteromeringia sycophanta
- Heteromeringia tephrinos
- Heteromeringia trimaculata
- Heteromeringia veitchi
- Heteromeringia volcana
- Heteromeringia yamata
- Heteromeringia zophina
- Heteromeringia zosteriformis